# Guerra de la reina Ana
La guerra de la reina Ana (1702-1713) fue la segunda de una serie de cuatro guerras entre Francia y Gran Bretaña en Norteamérica por el control del continente, y fue la contrapartida a la guerra de sucesión española que tuvo lugar en Europa.
Al inicio de la guerra, en 1702, los ingleses quemaron la mayor parte de San Agustín, Florida, obligando a la población a refugiarse en el castillo español de San Marcos, que resistió el asedio, por lo cual los ingleses consideraron este sitio como una derrota. Los españoles mantuvieron San Agustín y Pensacola hasta principios del siglo XIX tras finalizar la guerra, pero su sistema de misiones al norte de Florida (actual Georgia) fue destruido. La ayuda militar inglesa a los colonos fue bastante ineficaz en las áreas de Charleston, Carolina del Sur y la frontera de Nueva York y Nueva Inglaterra con Canadá. Las fuerzas francesas y las tribus indígenas aliadas atacaron Nueva Inglaterra desde Canadá, destruyendo Deerfield, Massachusetts, en 1704. La presencia española al norte de San Agustín fue casi nula a partir de lo que se conoce como la masacre de Apalache.
Tras la captura del bastión francés de Port Royal por Francis Nicholson en 1710, Acadia se convirtió en la provincia británica de Nueva Escocia. En 1712 se declaró un armisticio. Según el Tratado de Utrecht, los británicos obtenían Terranova, la región de la bahía de Hudson y la isla caribeña de San Cristóbal. La paz duró hasta la siguiente guerra, la guerra del rey Jorge de 1744.
La conquista británica de Acadia traería importantes consecuencias para sus habitantes franceses. Durante la guerra franco-india, muchos serían expulsados en 1755 de la colonia. Algunos emigraron a Luisiana. La Liga Iroquesa permaneció neutral en esta guerra.

## Antecedentes

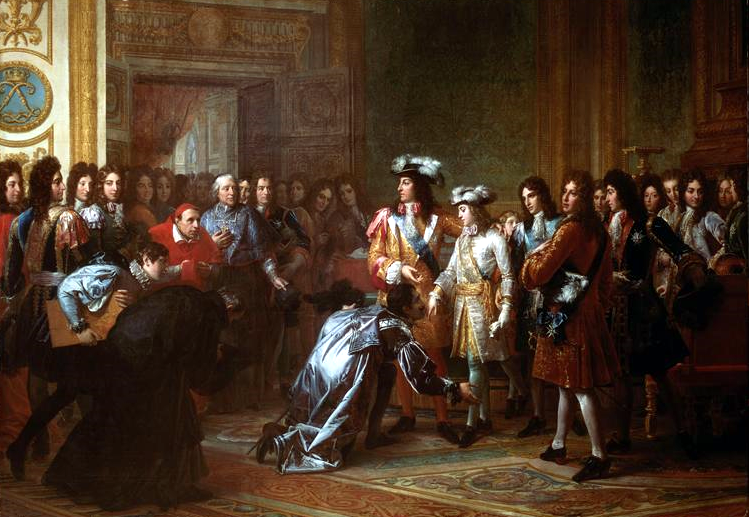
Felipe de Anjou es proclamado rey de España en noviembre de 1700. La disputa por el trono español desencadenó la guerra entre la casa de Borbón francesa y la Gran Alianza.

La guerra se desató en 1701, tras la muerte de Carlos II de España, porque varios candidatos se disputaban el trono del difunto. La contienda se fue extendiendo y en mayo de 1702 entró en ella el Reino Unido, que declaró la guerra tanto a España como a Francia. Para entonces, la tensión entre las colonias británicas y francesas en América del Norte era grande; las principales desavenencias eran el trazado de fronteras y la autoridad en ciertos territorios fronterizos: el norte y el suroeste de las colonias británicas, que por entonces se extendían desde la provincia de Carolina en el sur a la de Massachusetts en el norte, además de por Terranova y la bahía de Hudson.
Se calcula que por entonces las colonias británicas norteamericanas tenían una población de unos doscientos cincuenta mil habitantes; las de mayor población era las de Virginia y Nueva Inglaterra. Las principales concentraciones de población de estas colonias se hallaban en la costa; en el interior los núcleos de población eran menores, pero en ocasiones alcanzaban hasta los montes Apalaches. La mayoría de los colonos ignoraba qué existía allende los Apalaches o al sur de los Grandes Lagos. Esta zona la dominaban tribus indias, aunque los comerciantes británicos y francesas ya la conocían por sus tratos con la población de la región. Los misioneros españoles de la Florida habían fundado establecimientos para convertir al catolicismo a la población de la zona. La población española era escasa (unas mil quinientas personas) y se calcula que la aborigen de las misiones rondaba las veinte mil personas. Los exploradores franceses habían alcanzado la desembocadura del río Misisipí y habían erigido un pequeño fuerte cerca de ella, el fuerte Maurepas cerca de Biloxi, en 1699. Desde allí, comenzaron a crear rutas comerciales hacia el interior, estrechando relaciones con los choctaw, una gran tribu entre cuyos enemigos se contaban los chickasaw, coligados a su vez con los británicos. Todas estas tribus habían sufrido ya enfermedades infecciosas como la viruela, que habían llegado con los primeros exploradores y comerciantes.
El establecimiento de los colonos franceses en torno a la desembocadura del Misisipí amenazó las rutas comerciales de los colonos de Carolina y enturbió la relaciones entre las dos metrópolis y con España. Francia y España eran aliadas en este conflicto, si bien recientemente habían militado en bandos opuestos en la guerra de los Nueve Años. La enemistad anglo-española se debía a la disputa por los territorios fronterizos entre Carolina y la Florida al sur del río Savannah y por las diferencias religiosas entre los colonos de una y otra nación (católicos los españoles y protestantes los británicos).
En el norte el componente económico del conflicto era más importante que en el sur. En Terranova los británicos tenían una colonia principal, San Juan, mientras que los franceses contaban con otra Plaisance; los dos países tenían además localidades de menor entidad en la isla. En esta se asentaban también temporalmente pescadores venidos de Europa. Los colonos británicos de la isla eran unos dos mil; los franceses, unos mil, y los dos grupos, además de los pescadores venidos de Europa, se disputaban los bancos pesqueros del Gran Banco, en los que también trabajaban pescadores venidos de Acadia (que por entonces abarcaba Nueva Escocia y Nuevo Brunswick) y de Massachusetts.
Como sucedía en el sur, la frontera entre Acadia y Nueva Inglaterra era difusa, pese a los combates que se habían librado durante la guerra del rey Guillermo para decidir la suerte de los territorios en disputa. El Gobierno de Nueva Francia afirmaba que la frontera seguía el curso del río Kennebec, al sur de Maine. Existían misiones católicas en Norridgewock y en Penobscot y un asentamiento francés en la bahía de Penobscot cerca de Castine, desde los que se había atacado a colonos que, provenientes de Nueva Inglaterra, habían pretendido instalarse en Acadia durante la guerra anterior. Las tierras fronterizas entre el río San Lorenzo y las poblaciones costeras de  Massachusetts y Nueva York eran aún territorios indios, que señoreaban principalmente los abenaki y los iroqueses; la franja de tierra a lo largo del río Hudson y el lago Champlain había servido de canal de las incursiones de las dos naciones enfrentadas durante los conflictos anteriores. Pese a la mengua de la población india debido a las enfermedades y a las pérdidas que las tribus habían sufrido en la última contienda, los indios seguían suponiendo una seria amenaza a los asentamientos europeos más aislados de la región fronteriza.
En esta guerra no hubo casi combates por la posesión de la Tierra de Rupert (las tierra en torno a la bahía de Hudson). El territorio se lo habían disputado intensamente compañías rivales francesas y británicas desde la década de 1680, pero el Tratado de Ryswick de 1697 había otorgado la posesión de las tierras a Francia, salvo por un asentamiento en la bahía. El único hecho de armas relevante durante esta nueva contienda fue el ataque francés al fuerte Albany en 1709. La Compañía de la Bahía de Hudson deseaba recobrar los territorios que había poseído y que no había recuperado en la paz de Ryswick y presionó para que le fuesen devueltos en la paz que puso fin a la nueva guerra.

## Tecnología y organización
La tecnología militar norteamericana no era por entonces tan avanzada como la europea. Cuando estalló la contienda solo existían unos cuantos sitios que contasen con fortificaciones de piedra, como San Agustín, Boston, Quebec y San Juan de Terranova; las de Port Royal se terminaron a principios del conflicto. Algunos otros pueblos contaban con empalizadas, pero muchos otros solo contaban con casas de madera reforzadas con troneras para armas de fuego y un piso algo saliente para poder disparar desde él a los que se aproximasen al edificio. Las armas habituales eran de alma lisa y tenían un alcance máximo de unos cien metros, aunque ya a cincuenta eran poco precisos. Algunos portaban también picas; los indios, por su parte, portaban armas que les entregaban los colonos o su propio armamento primitivo, como el tomahawk o el arco. Algunos colonos sabían emplear artillería, pero esta solo era eficaz cuando se atacaban defensas de piedra o madera.

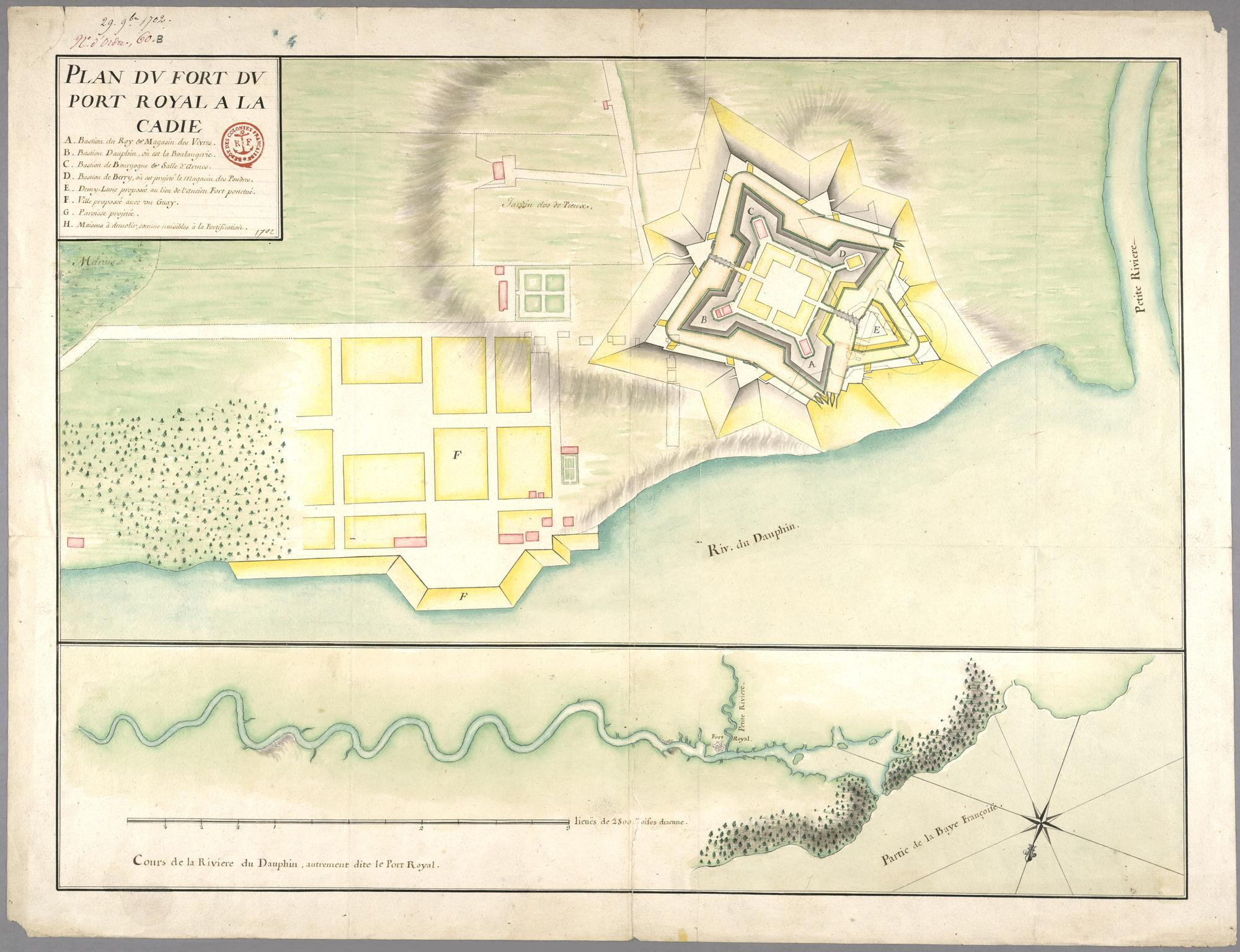
Fortificaciones de piedra de Port Royal, Acadia, en 1702. Muy pocos asentamientos colonias contaban con ellas al principio de la contienda.

Los colonos británicos se solían encuadrar en compañías de milicianos; las colonias carecían de tropas regulares permanentes salvo las acantonadas en algunas poblaciones de Terranova. Los franceses también contaban con sus propias milicias coloniales, pero sí que tenían tropas regulares, infantes de marina denominados troupes de la marine. Estas contaban con algunos oficiales veteranos y las formaban entre quinientos y mil doscientos reclutas venidos de la metrópoli. Estaban acuarteladas por toda Nueva Francia, si bien los núcleos principales se hallaban en las poblaciones más relevantes. La Florida española contaba con varios cientos de tropas regulares; la política que seguían las autoridades españolas era la de mantener a la población india en sus territorios, pero desarmada. Se calcula que la península tenía unos ocho mil indios apalaches antes de la guerra, que se redujeron a tan solo doscientos tras las incursiones británicas de comienzos del conflicto.

## Curso de la guerra

### Carolina y Florida

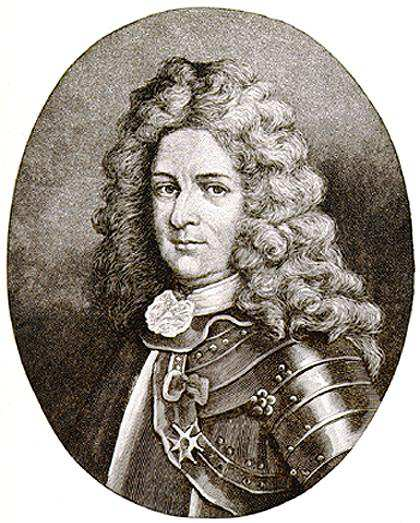
Pierre Le Moyne d'Iberville trató de forjar lazos con las tribus de la cuenca del Misisipí tras la guerra del rey Guillermo.

Colonos franceses y británicos entendieron a principios del siglo XVIII la importancia política y comercial que tendría en un futuro el dominio de la cuenca del río Misisipí y decidieron apoderarse de ella e impedir que lo hiciese el rival. El explorador franco-canadiense Pierre Le Moyne d'Iberville diseñó su Project sur la Caroline  cuando concluyó la guerra anterior con el Reino Unido; este incluía el establecimiento de relaciones estrechas con las tribus indias de la cuenca del gran río, que los franceses debían utilizar para tratar de limitar las colonias inglesas a las zonas costeras y, si era posible, para eliminar incluso estas. Para ponerlo en práctica, viajó a la desembocadura del río, a la que ya había llegado anteriormente La Salle en 1670, y fundó el fuerte Maurepas en 1699. Partiendo de esta nueva base y del fuerte Louis de la Mobile (fundado en 1702), abordó la creación de vínculos con las tribus de la región, como los choctaw, chickasaw, natchez, entre otras.
Por su parte, los comerciantes británicos de las colonias norteamericanas habían establecido un extensa red mercantil por el sureste de lo que luego fueron los Estados Unidos, que llegaba hasta el Misisipí. Aunque no les preocupaba la colonia española de la Florida, sí que percibían  como una amenaza el nuevo establecimiento francés en la costa del golfo de México. El gobernador de  Carolina Joseph Blake y su sucesor en el cargo, James Moore, diseñaron planes de expansión de su colonia hacia el sur y el oeste, a costa de los territorios franceses y españoles.
Iberville se había puesto en contacto con los españoles en enero de 1702, antes de que estallase la guerra en Europa, recomendándoles que armasen a los guerreros apalaches y se los utilizase contra las colonias británicas y sus aliados indios. Como consecuencia, los españoles organizaron una expedición, al frente de la cual pusieron a Francisco Romo de Uriza, que partió de Pensacola en agosto de ese año  contra los puestos comerciales del interior de Carolina. Los colonos británicos sabían de la expedición enemiga y se aprestaron a rechazarla en el curso alto del río Flint; allí se libró la batalla homónima, que acabó con la derrota de los atacantes y la captura o muerte de quinientos indios aliados de los españoles.
Cuando el gobernador Moore recibió la noticia de la ruptura de hostilidades, organizó a su vez una expedición contra la Florida. Quinientos soldados y milicianos británicos y trescientos aliados indios se apoderaron de San Agustín, que incendieron en 1702. Sin embargo, los atacantes no consiguieron expugnar el castillo de San Marcos, la principal fortaleza de la ciudad, y tuvieron que replegarse cuando llegó en socorro de la plaza una escuadra despachada desde La Habana. En 1706, Carolina repelió la expedición franco-española contra Charles Town que había partido también desde La Habana.
En la expedición de Moore de 1704, los apalaches y los timucua de la Florida fueron casi aniquilados en la llamada matanza de los apalaches. Gran parte de los supervivientes de la incursión de Moore fueron asentados por los británicos junto al río Savannah, en reservas. Durante los años siguientes los británicos continuaron con sus correrías contra los españoles y sus aliados; las campañas normalmente las realizaban contingente indios a las que en ocasiones se sumaban algunos británicos. Las principales de estas incursiones fueron la que se llevó a cabo contra Pensacola en 1707 y el ataque a Mobile en 1709. Para ello, los creek, yamasee y chickasaw fueron armados por los británicos, que los dirigían en sus ataques contra los españoles y sus aliados choctaw, timucua y apalaches, a los que vencieron.

### Acadia y Nueva Inglaterra

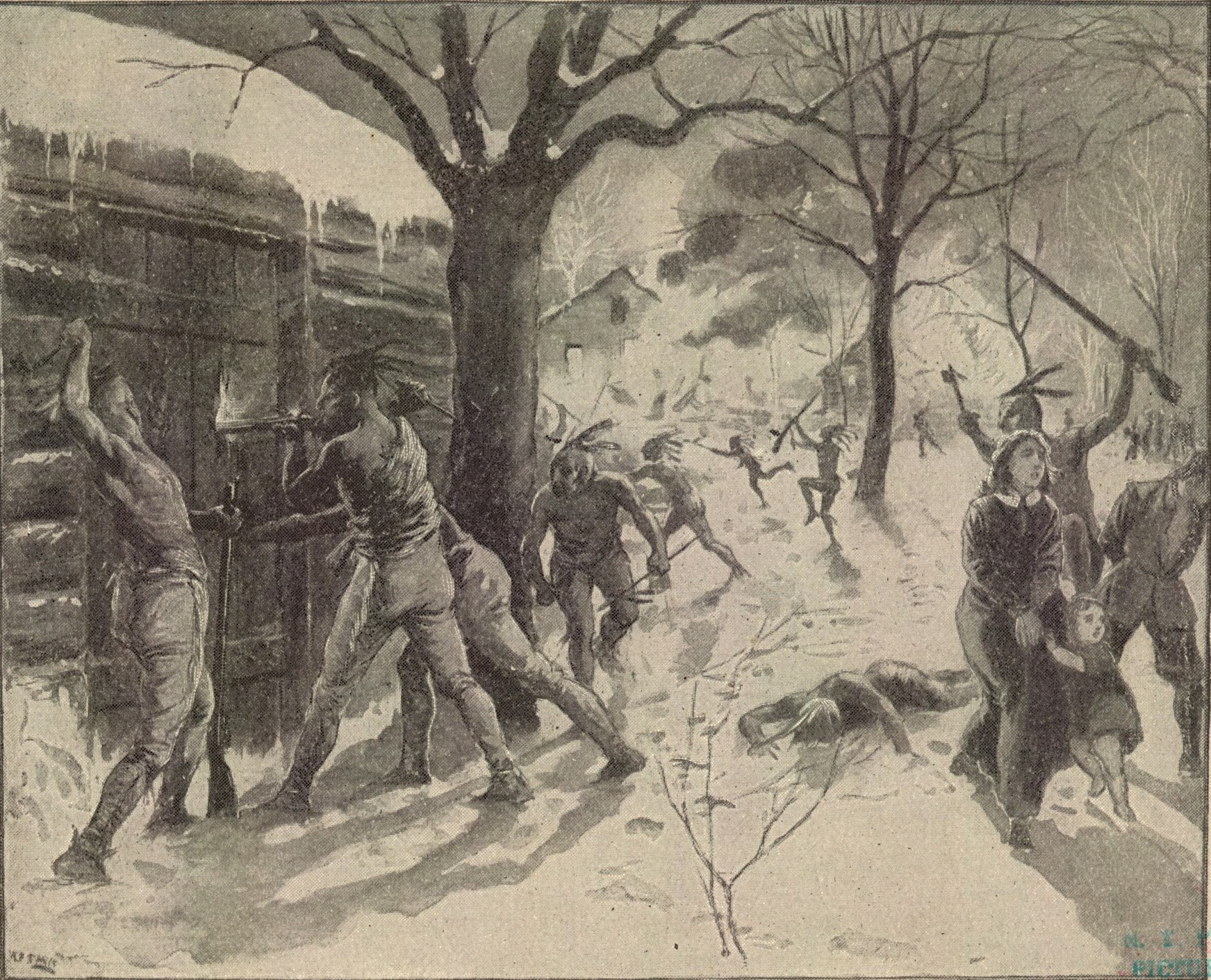
Incursión francesa contra Deerfield, Massachusetts, en febrero de 1704.

Durante toda la guerra, las fuerzas de la Nueva Francia y de la Confederación Wabanaki impidieron que Nueva Inglaterra conquistase Acadia, cuya frontera estaba en el río Kennebec, al sur de Maine según las autoridades francesas. En 1703, Michel Leneuf de la Vallière de Beaubassin tomó el mando de algunos colonos franceses y de quinientos wabanaki y atacó varios pueblos de Nueva Inglaterra entre Wells y Falmouth en lo que se llamó la Campaña de la Costa Noreste. La expedición acabó con trescientos colonos, entre muertos y cautivos.
En febrero de 1704, Jean-Baptiste Hertel de Rouville encabezó a un grupo de doscientos cincuenta abenakis y Caughnawagas y cincuenta francocanadienses y atacó Deerfield, en la provincia de la bahía de Massachusetts, que destruyó, haciendo gran matanza de colonos y capturando a otros. Más de cien cautivos fueron llevados al norte en un largo viaje de cientos de kilómetros hasta la  misión de Caughnawaga, cerca de Montreal, en la que los mohawk adoptaron a la mayoría de los niños que sobrevivieron a la marcha. Algunos de los adultos fueron liberados a cambio de rescate y otros fueron intercambiados por prisioneros que tenían los británicos, entre estos un sacerdote que intentó rescatar infructuosamente a su hija. Esta, asimilada en la tribu, desposó a un mohawk. Durante aquellos años hubo un intenso comercio de los colonos cautivos y sus pueblos a menudo reunían dinero para liberarlos mediante el pago de rescate.
Los colonos británicos de Nueva Inglaterra no podían impedir las correrías del enemigo, pero emprendieron su propia expedición de castigo contra Acadia, que mandó Benjamin Church, famoso por su lucha contra los indios. La columna británica atacó Grand Pré, Chignecto y otros pueblos. Según las fuentes francesas, Church atacó también la capital de Acadia Port Royal, pero según Church el mando de la expedición decidió en una reunión renunciar al asalto de la población.

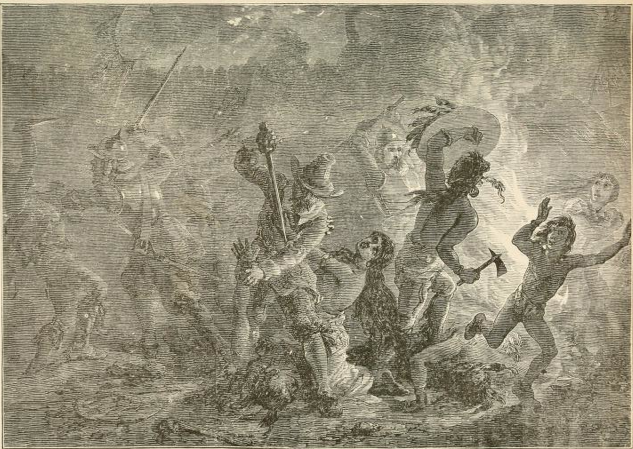
En junio de 1704, un destacamento de quinientos colonos de Nueva Inglaterra atacaron Grand-Pré, que defendió una milicia de micmac y colonos acadios.

Como se sospechaba que el sacerdote Sébastien Rale animaba a la tribu Norridgewock a hostigar a los colonos de Nueva Inglaterra, el gobernador de Massachusetts Joseph Dudley dio una recompensa por su cabeza. En el invierno de 1705, Massachusetts envió doscientos setenta y cinco milicianos al mando del coronel Winthrop Hilton a apresar a Rale y a saquear el pueblo indio. El sacerdote fue avisado de la llegada del contingente enemigo y se refugió en los bosques con sus documentos; los milicianos prendieron fuego al pueblo, incluida la iglesia.
Los franceses y la Confederación Wabanaki prosiguieron con sus incursiones en el norte de Massachusetts en 1705, sin que los colonos que las sufrían pudiesen ponerles fin. Las correrías se llevaban a cabo demasiado velozmente para que los colonos pudiesen reunirse para repelerlas; para cuando las bandas de colonos llegaban a los campamentos y poblados enemigos, estos habían sido evacuados. Las incursiones cesaron temporalmente mientras las dos partes negociaron un intercambio de prisioneros en el que finalmente solo fueron liberados algunos de los cautivos. Los ataques indios a las colonias británicas continuaron hasta el final de la guerra y en algunos participaron también colonos franceses.
El gobernador Dudley organizó en mayo de 1707 una expedición para conquistar Port Royal, cuyo mando concedió a John March. Los mil seiscientos hombres de este no consiguieron expugnar el fuerte que defendía la plaza; un segundo intento realizado en agosto también fracasó. Como represalia, los franceses se aprestaron para atacar los pueblos de la Provincia de Nuevo Hampshire situados junto al río Piscataqua. Como los indios finalmente decidieron no participar en la empresa, los franceses cambiaron el plan y atacaron Haverhill, en Massachusetts, en vez de las poblaciones de Nuevo Hampshire. En 1709, el gobernador de Nueva Francia Philippe de Rigaud Vaudreuil afirmaba que dos tercios de los campos al norte de Boston se hallaban abandonados a causa de las incursiones franco-indias. Las partidas de estos regresaban ya de sus correrías sin cautivos porque los colonos de Nueva Inglaterra se habían refugiado en los fuertes y evitaban hacerles frente.

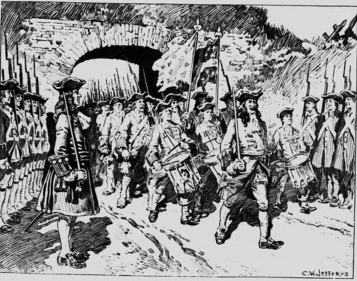
Evacuación de los soldados franceses de Port Royal tras la conquista de la plaza por los británicos. La pérdida de Port Royal marcó el fin del dominio francés en la parte oriental de la península de Acadia.

En octubre de 1710, tres mil seiscientos británicos al mando de Francis Nicholson se apoderaron por fin de Port Royal tras una semana asediando la plaza. Este acontecimiento puso fin al dominio francés en la zona peninsular de Acadia (correspondiente a la moderna Nueva Escocia), aunque no a la resistencia a los británicos en la región, que continuó hasta el final de la guerra. La Confederanción Wabanaki siguió también combatiendo a los británicos, tanto en batalla campal como mediante incursiones por la frontera de Maine.  El resto de Acadia (que corresponde al este del moderno Maine y Nuevo Brunswick) se lo siguieron disputando Nueva Inglaterra y Nueva Francia.

### Nueva Francia
Los franceses de Canadá, centro de la Nueva Francia, eran contrarios a atacar Nueva York, por temor a provocar a los iroqueses, a los que temían más que a los colonos británicos y con los que habían firmado la Gran Paz de Montreal en 1701. Lo mismo sucedía con los comerciantes neoyorquinos, que no deseaban acometer a los franceses de la Nueva Francia porque las hostilidades desbaratarían el lucrativo tráfico de pieles, muchas de cuyas rutas atravesaban la colonia francesa. Por su parte, los iroqueses se mantuvieron neutrales en el conflicto, pese a los intentos de Peter Schuyler de que se uniesen a los británicos (Schuyler era el representante de Albany ante los indios de la región).

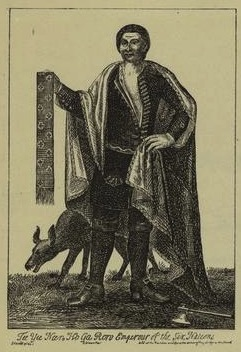
Hendrick Tejonihokarawa, jefe mohawk, convenció a la reina Ana para abordar una expedición contra Quebec.

Francis Nicholson y Samuel Vetch prepararon un ambicioso ataque a Nueva Francia en 1709, con ayuda financiera y logística de la Corona. El plan incluía un asalto a Montreal por tierra desde la zona del lago Champlain combinado con otro fluvial a Quebec. Aunque el contingente terrestre llegó a las orillas meridionales del lago Champlain, se le ordenó regresar puesto que no se pudo reunir la escuadra que debía asaltar Quebec al mismo tiempo. Los navíos que debían haber atacado Quebec se habían utilizado en socorro de Portugal. Aunque los iroqueses se habían comprometido vagamente a colaborar con la expedición, se las arreglaron para no hacerlo hasta que quedó claro que esta se anularía y sus servicios ya no fueron necesarios. Al fracasar la intentona contra la Nueva Francia, Nicholson y Schuyler marcharon a Londres con Hendrick Tejonihokarawa (llamado el «rey» Hendrick) y otros sachem para atraer la atención de los mandatarios británicos por la situación en Norteamérica. La delegación india despertó gran interés en la capital británica y la reina Ana le concedió audiencia. Nicholson y Schuyler lograron su propósito: la soberana apoyó la expedición de Nicholson contra Port Royal de 1710, que acabó con la conquista de la plaza. Tras esta victoria, Nicholson regresó a Europa y obtuvo el respaldo real para una nueva campaña contra Quebec, en 1711.
El plan de 1711 contra Quebec era nuevamente una acción anfibia, que acabó en descalabro. La flota de quince navíos de línea y transporte con cinco mil soldados del almirante Hovenden Walker llegó a Boston en junio; la llegada de la escuadra dobló la población de la ciudad y complicó el abastecimiento. La flota partió hacia su objetivo a finales de julio, pero algunos de los barcos se hundieron al chocar con los bajíos rocosos de la desembocadura del San Lorenzo en un día neblinoso. En los naufragios perecieron más de setecientos soldados, lo que hizo que Walker pusiese fin a la expedición. Mientras, Nicholson había partido hacia Montreal por tierra; había llegado al lago George cuando supo de la desgracia acaecida a la flota de Walker e inmediatamente decidió regresar. Aunque los iroqueses habían enviado varios cientos de guerreros para unirse a la columna británica, también habían avisado de ella a los franceses, manteniendo así una posición ambigua en la contienda.

### Terranova

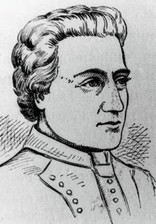
Daniel d'Auger de Subercase, gobernador de Plaisance, que encabezó una expedición de franceses y micmac contra los asentamientos británicos en Terranova en 1705.

La isla de Terranova estaba cubierta de pequeños pueblos costeros británicos y franceses, a los que había que sumar los de los pescadores europeos que acudían a la isla en la temporada de pesca. Los dos bandos habían fortificado sus principales poblaciones: los franceses, Plaisance, en la costa oeste de la península de Avalon; los británicos San Juan, en la bahía de la Concepción. D'Iberville había destruido casi todos los pueblos británicos durante la anterior guerra del rey Guillermo, en 1696-97. En 1702 se habían disputado también combates en la isla: en agosto una flota británica al mano del comodoro John Leake había atacado los pueblos franceses, si bien había evitado Plaisance. El gobernador de esta, Daniel d'Auger de Subercase contraatacó en el invierno de 1705, al frente de una expedición conjunta de franceses y micmac que destruyó varios pueblos enemigos y cercó infructuosamente fuerte William en San Juan. Los franco-indios siguieron corriendo las tierras del enemigo durante el verano y causaron 188 000 libras de pérdidas. Por su parte, los británicos enviaron una flota en 1706 que arrasaron los pueblos de pescadores franceses en la costa norte. Un contingente de franceses, canadienses y micmac conquistaron San Juan en diciembre de 1708, y destruyeron sus fortificaciones. No contaban con fuerzas suficientes para conservar la plaza, por lo que la abandonaron; en consecuencia los británicos volvieron a ocuparla y a fortificarla en 1709. La misma expedición francesa trató en vano de tomar Ferryland, que repelió el asalto.
Los jefes de las escuadras británicas sopesaron la posibilidad de atacar Plaisance en 1703 y 1711, pero finalmente la desecharon; en el último año fue el almirante Walker el que, tras el descalabro en la desembocadura del San Lorenzo, decidió evitar el choque con los franceses en su principal población de Terranova.

## Paz

La colonias europeas en Norteamérica. En púrpura, los territorios que Francia cedió al Reino Unido en el Tratado de Utrecht, que puso fin a la guerra.

El Reino Unido y Francia proclamaron el armisticio en 1712, que precedió a la firma de la paz definitiva del año siguiente. Según lo estipulado en el Tratado de Utrecht de 1713, el primero obtenía Acadia (que pasó a llamarse Nueva Escocia), Terranova, la región de la bahía de Hudson y la isla caribeña de San Cristóbal. Francia reconoció además la autoridad británica sobre los iroqueses y admitió que todas las naciones pudiesen comerciar con las tribus indias del interior. Sin embargo, conservó las islas del golfo de San Lorenzo , entre ellas la del Cabo Bretón, y los derechos pesqueros en la zona, incluido el de secar pescado en la costa norte de Terranova.
Pese a la insistencia francesa para que continuasen con sus correrías por territorio británico, en los últimos años los abenaki mostraron claramente su hartazgo por el conflicto. Los intereses indios habían quedado soslayados en la paz de Utrecht, por lo que algunos abenaki pretendieron pactar por separado con los colonos de Nueva Inglaterra. En consecuencia, el gobernador Dudley organizó una conferencia de paz en Portsmouth, Nuevo Hampshire, cuyo gobierno también ostentaba. En estas negociaciones y las que se dieron también en la cala de Casco, los abenakis rechazaron la pretensión británica de haber recibido de los franceses el Maine oriental y Nuevo Brunswick, pero aceptaron la frontera del río Kennebec y el establecimiento de factorías comerciales gubernamentales en su territorio. El Tratado de Portsmouth lo ratificaron ocho representantes de algunas tribus de la Confederación Wabanaki el 13 de julio de 1713; el tratado incluyó la soberanía británica sobre el territorio de los firmantes. A lo largo del año siguiente, otros jefes abenaki también suscribieron el acuerdo, pero no los de los micmac, que no firmaron ninguno hasta 1726.

## Consecuencias

### Acadia y Terranova

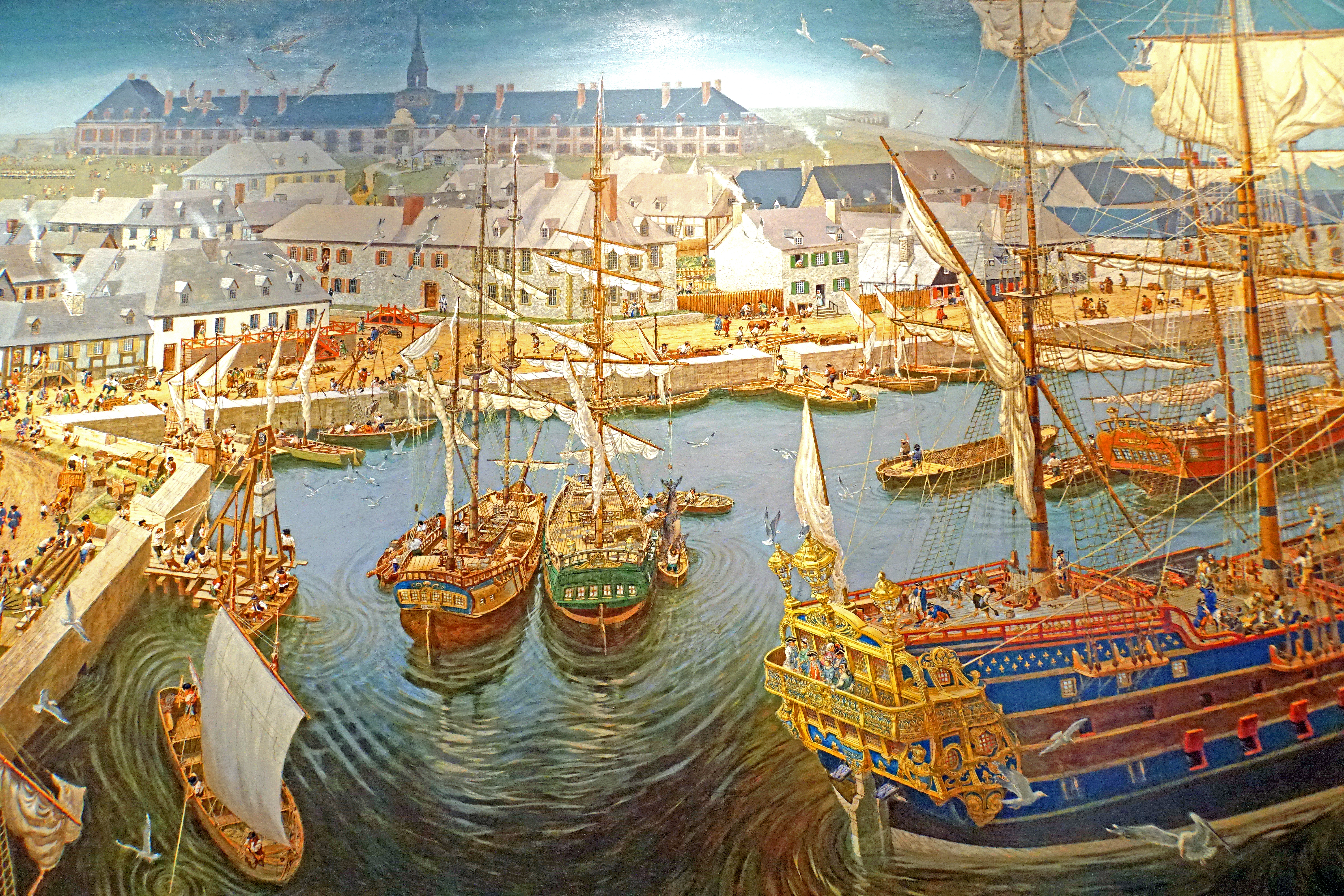
Poco después de la guerra, los franceses erigieron la fortaleza de Luisburgo, al norte del territorio cedido de Acadia, en la isla de Cabo Bretón.

La pérdida de Teranova y Acadia limitó los territorios franceses de la costa atlántica norteamericana a la isla del Cabo Bretón. La población francesa de Terranova se trasladó a la isla y formó la colonia de Île-Royale; Francia construyó la fortaleza de Luisburgo en la posguerra. La permanencia de la población francesa y los derechos que esta conservó para poder usar la costa de Terranova hizo que continuasen las tensiones debidas a los intereses pesqueros de Francia y el Reino Unido, que no cesaron hasta finales de siglo. Los estragos que la guerra causó a la economía de Terranova fueron graves; las flotas pesqueras quedaron muy menguadas. La británica empezó a recuperarse nada más concluir los combates, y trató de impedir que los pesqueros españoles, que frecuentaban estas aguas, siguiesen pescando en ellas. Sin embargo, muchos de los barcos españoles siguieron haciéndolo mediante un simple subterfugio: cambiar de bandera y presentarse como naves británicas, con un armador que era una mera fachada que servía para evitar los controles británicos.
La conquista británica de Acadia tuvo consecuencias duraderas tanto para los micmac como para los colonos franceses de la región. Al principio, el dominio fue débil, circunstancia que aprovecharon los franceses y micmac contrarios que se oponían a la autoridad británica. Las relaciones entre micmac y británicos quedaron encuadradas en el movimiento de colonización británica en la zona que afectó también a la costa de Maine, en la que estos estaban ocupando ya tierras abenakis, a menudo conculcando lo dispuesto en los tratados. Ni los abenakis ni los micmac habían sido incluidos en el Tratado de Utrecht, y el de Portsmouth lo interpretaban de manera diferente las dos partes firmantes, lo que hizo que los dos grupos indios se opusiesen al proceso de colonización. Algunos franceses como Sébastien Rale atizaron el conflicto, que finalmente desató la guerra del Padre Rale (1722-1727).

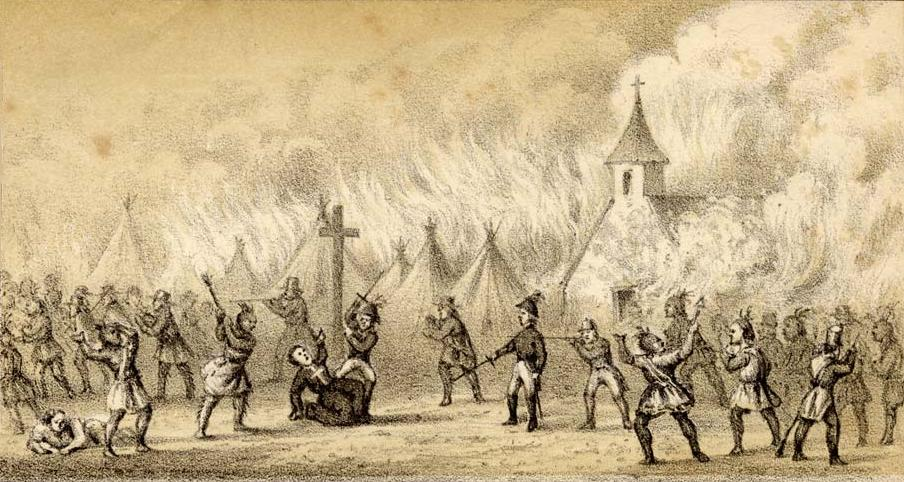
La batalla de Norridgewock, choque de la guerra del Padre Rale, librada en agosto de 1724. La cesión a los británicos de parte de Acadia desató el conflicto entre estos y las tribus abenakis y micmac.

Las relaciones entre los británicos y los colonos franceses de Acadia también eran malas. Estos rehusaron jurar fidelidad a la Corona británica y finalmente emigraron a Île-Royale e Île-Saint-Jean. En la década de 1740, algunos franceses como el sacerdote Jean-Louis Le Loutre organizaron guerrillas que, coligadas con los micmac, hostigaron a los británicos y trataron de impedir la extensión de los asentamientos protestantes por la península de Nueva Escocia.
La falta de una frontera clara para el territorio de Acadia, que no quedó bien definida en el tratado de paz, también contribuyó a mantener la tensión entre Francia y el Reino Unido. Francia afirmaba que únicamente había cedido la península (la moderna Nueva Escocia a excepción de la isla de Cabo Bretón) y que había conservado el territorio correspondiente al moderno Nuevo Brunswick. La disputa por Acadia condujo a la guerra del Rey Jorge en la década de 1740, pero solo se resolvió definitivamente con la conquista total británica de los territorios franceses en Norteamérica en la guerra de los Siete Años.

### Colonias meridionales
La Florida española nunca se recuperó de los estragos que la guerra causó a la economía y la población del territorio, y se cedió al Reino Unido mediante el Tratado de París de 1763, tras la guerra de los Siete Años. Los indios que los británicos habían asentado en la costa atlántica y sus propios aliados acabaron disgustados con la autoridad británica. Su descontento originó la Guerra yamasee de 1715, que amenazó seriamente la existencia de la colonia de Carolina del Sur. Por otro lado, la pérdida de población de los territorios españoles permitió a los británicos fundar en 1732 la provincia de Georgia, en territorio anteriormente reclamado por la Corona española, como lo había sido también el de Carolina. James Moore atacó a los Tuscaroras de Carolina del Norte y libró la guerra homónima a partir de 1711; muchos de los miembros de esta tribu huyeron a refugiarse con los iroqueses del norte, a cuya familia lingüística también pertenecían.
Los costes económicos de la guerra fueron onerosos para las colonias británicas del sur, incluso aquellas que apenas habían combatido. Virginia, Maryland y algo menos Pennsylvania fueron muy perjudicadas por el alza de los fletes de sus exportaciones (principalmente tabaco) al mercado europeo, a lo que se sumó una racha de malas cosechas. Carolina del Sur, por su parte, aumentó notablemente su deuda para sufragar las operaciones militares.

### Nueva Inglaterra
Massachusetts y Nuevo Hampshire habían estado en la zona de combates a causa de su situación fronteriza, pero no fueron las que sufrieron los mayores estragos. Los gastos bélicos se habían visto compensados por la pujanza de Boston, nuevo centro naviero y comercial; los gastos bélicos de la Corona para la expedición de 1711 también habían beneficiado a las colonias de Nueva Inglaterra.

### Comercio
Los franceses no cumplieron escrupulosamente con lo dispuesto respecto al comercio en el Tratado de Utrecht. Trataron de impedir que los británicos comerciasen con las tribus del interior y construyeron el fuerte Niágara en territorio iroqués. Los asentamientos franceses del golfo de México siguieron creciendo: en 1718 se fundó Nueva Orleans y se intentó infructuosamente crear nuevas colonias en  Texas y Florida. Se crearon puestos comerciales franceses en los ríos que desembocan en el golfo, que suscitaron nuevas tensiones con británicos y españoles. Estos puestos en el Misisipí y en el río Ohio hicieron que los mercaderes franceses entrasen en contacto con las redes comerciales británicas rivales en la zona de los montes Apalaches. Las pretensiones territoriales de las dos naciones desencadenó una nueva guerra en 1754, la franco-india.